# Saints Row
Saints Row är ett datorspel från 2006 i genren actionspel. Spelet är utvecklat av Volition.
Spelet släpptes 29 augusti 2006 till Xbox 360. Det var också meningen att spelet skulle komma till Playstation 3 men utvecklingen stoppades för att istället fokusera på uppföljaren Saints Row 2.
Spelet börjar med att man är en vanlig person som går på i staden Stilwater när ett gatukrig mellan tre gatugäng bryter ut. Personen blir skadad och gängledaren för gänget The Saints, hjälper en bort från scenen och låter en gå med i The Saints. Spelet påminner mycket om Grand Theft Auto III och Grand Theft Auto: San Andreas. Uppdragen i spelet går ut på att göra The Saints till det dominerande gänget i hela Stilwater.

## Karaktärer

### Third Street Saints
- "Playa" är spelarkaraktären i Saints Row. Han börjar som en ung man som blir räddad från ett gängbråk av Julius Little, ledaren av the Third Street Saints.
- Julius Little är ledare för the Third Street Saints. Julius var en barndomsvän och före detta medhjälpare till Benjamin King, som skapade gänget Vice Kings. Julius rekryterade människor från Saint's Row för att bekämpa gängproblemet. Julius räddar livet på spelarkaraktären och öppnar dörren till the Saints för honom.
- Johnny Gat är en högt uppsatt medlem av the Saints och en skicklig skytt. Gat hjälper till med att krossa the Vice Kings, men är skjuten i knäet och kidnappad.
- Troy Bradshaw är Julius högra hand och en undercoverpolis. Troy är sarkastisk, försiktig och en kedjerökare. Troy föredrar så lite skada och våld som vanligt, särskilt mot Vice Kings som har kopplingar till Stilwaters polis.
- Dexter "Dex" Jackson är gängets strateg och hjärnan bakom fallet av Los Carnales. Dex är väldigt ung, men är en briljant strateg som föredrar uttänkta och säkra planer, något som Johnny konstant kritiserar.
- Lin är den enda kvinnliga löjtnanten i the Saints och har infiltrerat sig i Westside Rollerz genom mekanikern Donnie.
- Aisha är Stilwaters lokala R&B-artist och Johnny Gats flickvän. Aisha ber Johnny och spelarkaraktären om hjälp med att komma ifrån hennes skivbolag, som ägs av Benjamin King.

## Röstskådespelare
- Keith David - Julius Little
- Michael Rapaport - Troy
- Michael Clarke Duncan - Benjamin King
- Clancy Brown - Alderman Hughes
- Daniel Dae Kim - Johnny Gat
- Tia Carrere - Lin
- J.A.Q. - Dex
- Mila Kunis - Tanya Winters
- Ogie Banks - Warren Williams
- Chris Williams - Marshall Winslow
- David Carradine - William Sharp
- Sy Smith - Aisha
- Terrence 'T.C.' Carson - Anthony Green
- Gregory Sims - Price
- Freddy Rodríguez - Angelo Lopez
- Joaquim de Almeida - Hector Lopez
- Carlos Ferro - Manuel Orejuela
- Philip Anthony-Rodriguez - Victor Rodriguez
- Andrew Kishino - Donnie
- Andrea Zafra - Luz Avalos